# José Francisco Razzano

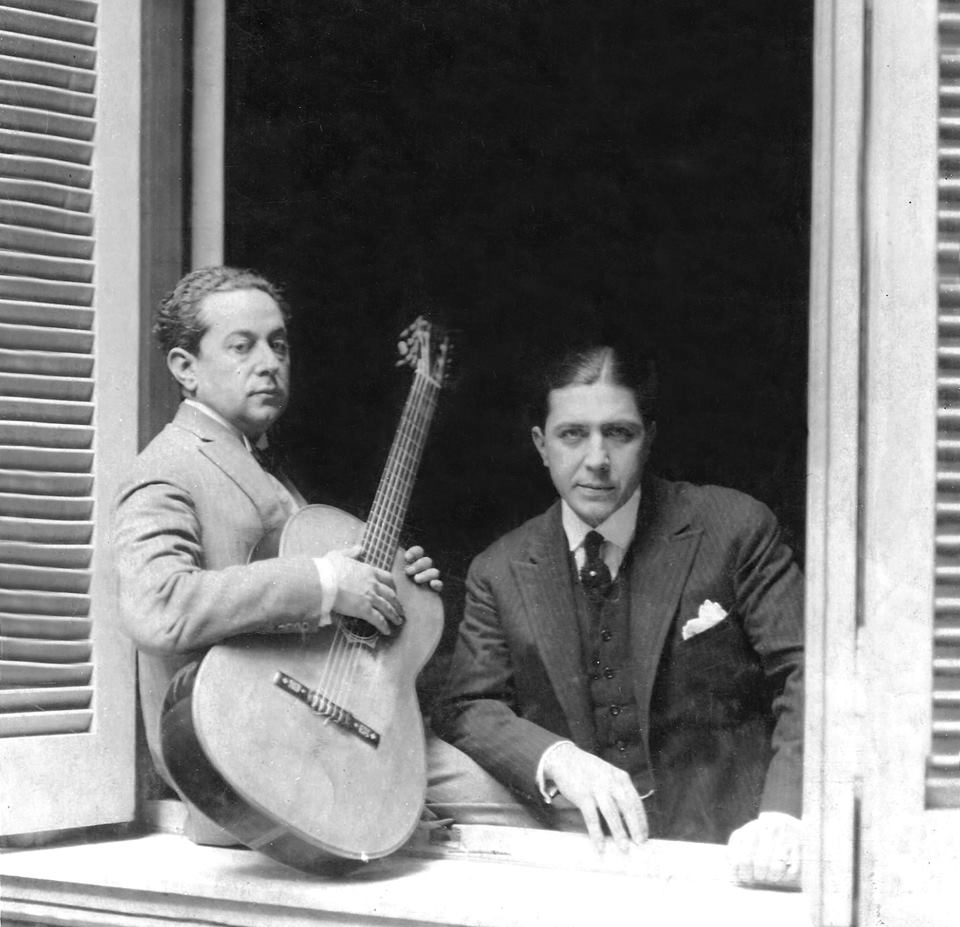
Razzano (po lewej) i Carlos Gardel, 1926 r.

José Francisco Razzano (ur. 25 kwietnia 1887 w Montevideo, Urugwaj, zm. 30 kwietnia 1960 w Buenos Aires) – urugwajski śpiewak, m.in. tanga argentyńskiego.
Śpiewał w duecie z Carlosem Gardelem między 1911 i wczesnymi latami 1920. W 1925 przestał śpiewać ze względu na problemy ze strunami głosowymi. Ostatnie dwie piosenki z Gardelem nagrał w 1929 roku.